# Poodytes carteri
Poodytes carteri North, 1900 è una specie di uccello passeriforme della famiglia dei Locustellidi. Endemico delle aree interne del continente australiano (outback), è localmente noto in lingua inglese come spinifexbird, o anche Carter's desertbird in onore di Thomas Carter, un ornitologo e pastore inglese attivo in Australia Occidentale dal 1887 al 1928.

## Descrizione
Ha un ricco cappuccio marrone, ali striate di marrone dorato e una lunga coda. Non è evidente un dimorfismo sessuale.

## Biologia
La sua dieta comprende una varietà di insetti e semi di Triodia, genere di pianta erbacea anch'essa endemica dell'Australia e che, localmente indicata come spinifex, dà il nome comune al Poodytes carteri. Questa specie vola debolmente, con la coda abbassata. Tende ad essere solitario e quindi non è migratorio. La stagione riproduttiva del P. carteri va da agosto a novembre e il nido è una coppa poco profonda costruita in ciuffi di erba Triodia vicino al suolo. Di solito contiene due uova. Non globalmente minacciato, la specie può essere comune in habitat adatti, anche se è raramente visto a causa della natura remota e arida del suo habitat.